# InCycle Cannondale/Saison 2015
Dieser Artikel listet Erfolge und Fahrer des Radsportteams InCycle Cannondale in der Saison 2015 auf.

## Abgänge – Zugänge
| Zugänge                     | Team 2014              | Abgänge          | Team 2015              |
| --------------------------- | ---------------------- | ---------------- | ---------------------- |
| Cory Williams (ab 15. Juni) | Neoprofi               | Stephen Hall     | OTOC Vault Racing Team |
| Sebastián Montes            | Neoprofi               | Calixto Bello    | Unbekannt              |
| Ricky Morales               | Neoprofi               | Jorge Charon     | Unbekannt              |
| Julián Rodas                | Formesán-Bogotá Humana | Josean Duprey    | Unbekannt              |
| Diego Sandoval              | Neoprofi               | Michael Olheiser | Unbekannt              |
|                             |                        | Christian Tamayo | Unbekannt              |
|                             |                        | Jonah Tannos     | Unbekannt              |
|                             |                        | Roberto Torres   | Unbekannt              |
|                             |                        | Yeroni Vázquez   | Unbekannt              |

## Mannschaft
| Name                      | Geburtstag       | Nationalität       |
| ------------------------- | ---------------- | ------------------ |
| Andrés Díaz               | 20. Januar 1984  | Kolumbien          |
| Agustin Font              | 24. Mai 1977     | Puerto Rico        |
| Orlando Garibay           | 13. Oktober 1993 | Mexiko             |
| Sergio Hernandez          | 8. Januar 1985   | Vereinigte Staaten |
| Sebastian Montes          | 26. Juni 1996    | Kolumbien          |
| Ricky Morales             | 7. Juni 1994     | Puerto Rico        |
| Efrén Ortega              | 19. Oktober 1988 | Puerto Rico        |
| Julian Rodas              | 2. Januar 1982   | Kolumbien          |
| Diego Sandoval            | 27. Oktober 1993 | Mexiko             |
| Samuel Hunter Snipe Grove | 13. Oktober 1993 | Vereinigte Staaten |
| Cory Williams             | 9. August 1993   | Vereinigte Staaten |